# Военноморски сили на Боливия
Военноморските сили на Боливия (на испански: Fuerza Naval Boliviana) са съставна част на въоръжените сили на страната.

## История
Образувани са на 19 ноември 1826 г. и съществат и до днес, макар че Боливия няма излаз на море в резултат на поражението си във Втората тихоокеанската война.
До 1993 г. военноморските сили се наричат Военноморски флот на Боливия (на испански: Armada Boliviana).

## Базиране
Тъй като Боливия няма излаз на море, ВМС на страната се базират само на езерото Титикака. Личният състав (матроси и военни водолази) са разквартирувани в град Сан Педро де Тикина, там е разположен и главният щаб на флота.